# Solange Couto
Solange Couto dos Santos (Rio de Janeiro, 1 de julho de 1957) é uma atriz e apresentadora brasileira. Ela, que foi uma das mulatas dançarinas de Osvaldo Sargentelli, consagrou-se na televisão em 2001 ao interpretar a personagem Dona Jura, na telenovela O Clone.
Em 2010, na 8ª edição do Troféu Raça Negra, a atriz disputou prêmio na categoria Melhor Atriz por seu papel em Ribeirão do Tempo. Já no 15º Prêmio Contigo disputou como Melhor Atriz Coadjuvante por sua atuação em Balacobaco.

## Biografia
Solange Couto começou a carreira como umas das mulatas de Oswaldo Sargentelli na década de 1970, o que lhe ajudou a iniciar a carreira de atriz na novela Os Imigrantes (1981), na Bandeirantes. Depois vieram Sinhá Moça (1986), na Globo, e Kananga do Japão (1989), na Manchete. A consagração na televisão veio quando interpretou a personagem Dona Jura, em O Clone, cujo bordão "não é brinquedo, não!" foi um grande sucesso. Esse é considerado até hoje seu mais marcante papel em telenovelas. Solange apresentou o programa Bom Dia Mulher, da RedeTV!, entre 2002 e 2003, sendo demitida devido a desentendimentos com a emissora.
Em 2007, Solange foi a ultima atriz que interpretou por 1 ano a Cuca no seriado infantil Sítio do Picapau Amarelo, na TV Globo. Em diversas entrevistas, Solange afirma que a Cuca foi à única personagem que fez a atriz chorar de saudade quando soube que ela não iria mais continuar. Ela revela um carinho especial pela Cuca, já que pode reviver a infância através da personagem.
Em 2010 foi contratada da RecordTV, integrando as telenovelas Ribeirão do Tempo, Balacobaco – seu maior destaque desde O Clone, interpretando a charlatã Cremilda, a qual lhe rendeu a primeira indicação ao Prêmio Contigo – e Pecado Mortal. Em 2015 integrou o elenco de Malhação: Seu Lugar no Mundo e do seriado Os Suburbanos.
Voltou ás telenovelas da TV Globo em 2024 em Garota do Momento. Seu último trabalho no gênero havia sido em O Tempo Não Para em 2018.

## Vida pessoal
Em 1974, teve o seu primeiro filho, Márcio Felipe Couto Cursino, fruto de um breve relacionamento com um homem de fora do meio artístico, com quem não chegou a se casar.
Ainda em 1974 começou a namorar o cantor Sidney Magal, casando-se com ele no final de 1974. O casal permaneceu junto até 1980. Logo após a separação, teve outros namorados, entre eles o ator Roberto Bonfim, o seu colega de cena na telenovela O Clone.
Em 1991, nasceu Morena Mariah Couto, sua segunda filha, de um namoro com um escritor de fora do meio artístico, com quem não chegou a casar-se.
Em 2002, apareceu em diversas propagandas do então candidato à presidência da República José Serra do PSDB.
Em 2004, começou a namorar o massoterapeuta Widson Cordeiro. Os dois se casaram em 29 de maio de 2005 e se separaram em janeiro de 2009.
Ainda em 2009, começou a namorar o engenheiro Jamerson Andrade, trinta anos mais novo que ela, se casando com ele em 19 de dezembro de 2009. Em 2011, foi pega de surpresa ao descobrir estar grávida, uma vez que já tinha 55 anos e não planejava mais ter filhos. Uma gravidez natural é algo considerado raríssimo, por causa da baixa contagem dos óvulos.
No dia 15 de agosto de 2011, uma semana antes de completar os nove meses de gestação, nasceu o seu terceiro filho, Benjamim Couto Andrade, vindo ao mundo de parto cesariana, na cidade do Rio de Janeiro. Em 2018, Solange e Jamerson terminaram o casamento após quase nove anos juntos, mas após um mês separados, retomaram a união.

### Saúde
Em dezembro de 2009, sofreu uma isquemia cerebral, permanecendo dois meses em repouso.
Em 2015, teve que passar por uma angioplastia por ter sofrido um infarto.

## Filmografia

### Televisão
| Ano     | Título                             | Personagem / Cargo              | Nota                                           |
| ------- | ---------------------------------- | ------------------------------- | ---------------------------------------------- |
| 1981    | Os Imigrantes                      | Biá da Silva (jovem)            | Episódios: "27–30 de abril"                    |
| 1982    | Os Imigrantes: Terceira Geração    | Teca Pereira                    |                                                |
| 1982    | Campeão                            | Suely                           |                                                |
| 1983    | Voltei pra Você                    | Gisa                            |                                                |
| 1983–86 | Os Trapalhões                      | Vários personagens              |                                                |
| 1984    | Caso Verdade                       | Petrolina                       | Episódio: "Parteira de Profissão"              |
| 1984    | O Bem-Amado                        | Prostituta                      | Episódio: "A Noiva do Zeca Diabo"              |
| 1985    | Tenda dos Milagres                 | Sabina de Iansã                 |                                                |
| 1986    | Sinhá Moça                         | Adelaide de Jesus Coutinho      |                                                |
| 1989    | Kananga do Japão                   | Rita Silvério (Ritinha)         |                                                |
| 1990    | Escrava Anastácia                  | Quequerém                       |                                                |
| 1990    | Mãe de Santo                       | Dandara                         |                                                |
| 1990    | Araponga                           | Sílvia                          | Episódio: "15 de outubro"                      |
| 1992    | Deus Nos Acuda                     | Manon                           |                                                |
| 1993    | Renascer                           | Inácia de Jesus Galvão (jovem)  | Episódio: "8–11 de março"                      |
| 1993    | Agosto                             | Tereza                          | Episódio: "24–25 de agosto"                    |
| 1994    | A Viagem                           | Zulmira                         |                                                |
| 1996    | Tocaia Grande                      | Sabina                          |                                                |
| 1997    | Olho da Terra                      | Maria da Conceição (Ceição)     |                                                |
| 1997    | Canoa do Bagre                     | Durvalina de Souza (Lina)       |                                                |
| 1998    | Dona Flor e Seus Dois Maridos      | Zulmira                         | Episódios: "22–24 de abril"                    |
| 1999    | Chiquinha Gonzaga                  | Rosa Maria de Lima Gonzaga      | Episódio: "12 de janeiro"                      |
| 2001    | O Clone                            | Jurema Cordeiro (Dona Jura)     |                                                |
| 2002–03 | Bom Dia Mulher                     | Apresentadora                   |                                                |
| 2003    | Kubanacan                          | Mãe Péron                       | Episódio: "14 de outubro"                      |
| 2004    | Da Cor do Pecado                   | Lita Nazaré de Souza            | Episódios: "27 de janeiro–21 de fevereiro"     |
| 2004    | Começar de Novo                    | Joana Flores Pimenta            |                                                |
| 2005    | América                            | Dalva Gomes                     |                                                |
| 2007    | Amazônia, de Galvez a Chico Mendes | Tânia                           | Episódio: "2 de janeiro"                       |
| 2007    | Sítio do Picapau Amarelo           | Cuca                            |                                                |
| 2008    | Três Irmãs                         | Janaína Paz                     |                                                |
| 2010    | Ribeirão do Tempo                  | Sancha Bala Fulgêncio           |                                                |
| 2012    | Balacobaco                         | Cremilda Paranhos               |                                                |
| 2013    | Pecado Mortal                      | Betty Valle                     |                                                |
| 2013    | Uma Noite de Arrepiar              | Justina Leal                    | Especial de fim de ano                         |
| 2015-16 | Malhação: Seu Lugar no Mundo       | Vanda de Souza                  |                                                |
| 2015–16 | Os Suburbanos                      | Solange dos Santos (Mãe Má)     | Temporadas 1–2                                 |
| 2016    | Dança dos Famosos                  | Participante (9º lugar)         | Temporada 13                                   |
| 2018    | O Tempo Não Para                   | Albina Tibério Souto (Coronela) |                                                |
| 2019    | Super Chef Celebridades            | Participante (2º lugar)         | Temporada 8                                    |
| 2020    | Os Roni                            | Pureza                          | Episódio: "Pequenos Chifres, Grandes Negócios" |
| 2020    | Tô de Graça                        | Vera                            | Episódio: "Bodas de Velcro"                    |
| 2022    | Encantado's                        | Rosário                         | Episódio: "Ô, Abre Alas!"                      |
| 2023    | The Masked Singer Brasil           | Participante (7.° lugar)        | Temporada 3                                    |
| 2023–24 | No Corre                           | Dona Maria                      |                                                |
| 2024    | Toda Família Tem                   | Geni Silva                      |                                                |
| 2024–25 | Garota do Momento                  | Carmen                          |                                                |
| 2025    | Pablo e Luisão                     | Dona Sofia                      | Episódio: "A Cerca Elétrica"                   |
| 2025    | Dona de Mim                        | Jurema Cordeiro (Dona Jura)     | Capítulo a definir                             |

### Cinema
| Ano  | Título                           | Personagem                         | Notas |
| ---- | -------------------------------- | ---------------------------------- | ----- |
| 1978 | A Dama do Lotação                | Sambista                           |       |
| 1979 | O Namorador                      | Neusa                              |       |
| 1981 | A Noite dos Bacanais             | Esmeralda                          |       |
| 2000 | Villa-Lobos - Uma Vida de Paixão | Terezinha, namorada de Villa Lobos |       |
| 2015 | Metanoia                         | Clara                              |       |
| 2022 | Barba, Cabelo & Bigode           | Cristina Pereira dos Santos        |       |

## Teatro
- Orfeu da Conceição, de Vinícius de Moraes e Haroldo Costa (Teatro Municipal, RJ)
- Oito Mulheres, de Robert Thomas e direção de Kiko Jaez (Teatro Hilton, SP)
- Ferias extra conjugais, de Marcos Caruso e direção de Atílio Riccó (Teatro da Praia, RJ)
- Orfeu da Conceição, de Vinícius de Moraes (leitura dramatizada, Espaço Cultural BB)
- Sua Excelência o Candidato, de Marcos Caruso e direção de Atílio Riccó (Teatro da Praia)
- Greta Garbo quem diria acabou no Irajá (Teatro Brigite Blair)
- Tango, Bolero, Tcha Tcha Tcha, de Miguel Falabella e direção de Bibi Ferreira
- Cinco Mulheres por um Fio (Teatro Castro Alves)
- Tem alguém na linha? (monólogo, 2005)

## Prêmios e indicações
| Ano  | Premiação                | Categoria                | Nomeação          | Resultado |
| ---- | ------------------------ | ------------------------ | ----------------- | --------- |
| 2002 | Troféu Super Cap de Ouro | Melhor Atriz             | O Clone           | Venceu    |
| 2002 | Melhores do Ano          | Melhor Atriz Coadjuvante | O Clone           | Indicada  |
| 2010 | Troféu Raça Negra        | Melhor Atriz             | Ribeirão do Tempo | Indicada  |
| 2013 | Prêmio Contigo! de TV    | Melhor atriz coadjuvante | Balacobaco        | Indicada  |
| 2013 | Troféu Top of Business   | Destaque Nacional        | Balacobaco        | Venceu    |